# Auberge du Roy d'Espagne

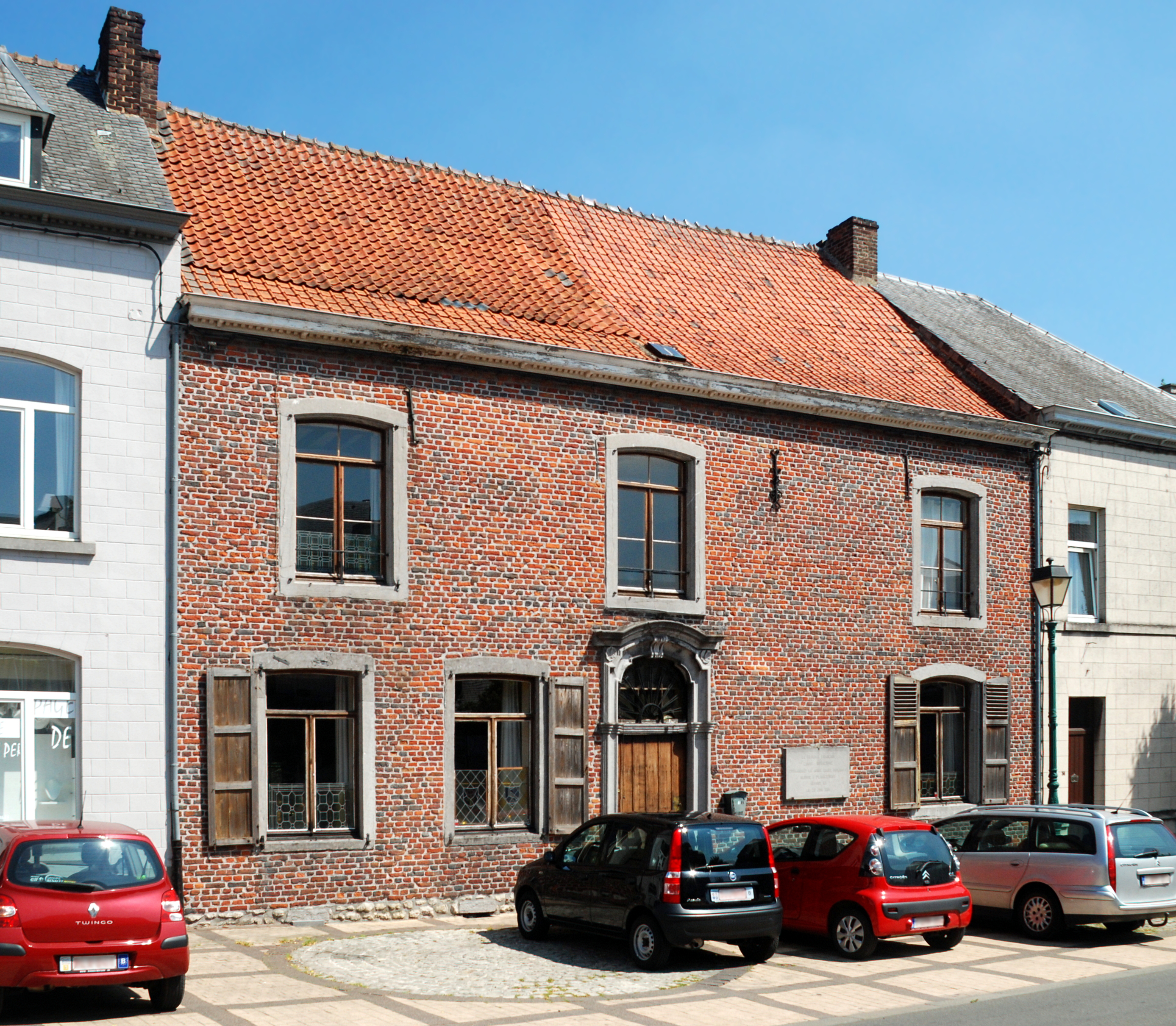
De Auberge du Roy d'Espagne

De Auberge du Roy d'Espagne (Nl.: Herberg van de koning van Spanje) is een historische herberg aan de Rue de Bruxelles 58 in Genepiën in de Belgische provincie Waals-Brabant.

## Geschiedenis
In 1792 kwam de graaf van Provence, de latere Lodewijk XVIII van Frankrijk, voorbij Genepiën tijdens zijn vlucht in ballingschap. Bij de herberg loste hij zijn paarden af.
In de aanloop naar de Boerenkrijg, op 3 januari 1796, overvielen de troepen van Zuid-Nederlands verzetsstrijder Charles De Loupoigne (Charlepoeng) een gieterij in de stad die door Franse soldaten in beslag was genomen. Een wapenatelier was een onderdeel van de gieterij. De troepen namen iedereen gevangen en de vrijheidsboom vlak voor de herberg werd omgekapt.
De herberg ligt vlak bij het strategisch kruispunt Quatre-Bras, waar de weg van Nijvel naar Namen de weg van Charleroi naar Brussel kruist. Op 16 juni 1815 verbleef de hertog van Wellington in de herberg op de avond van de slag bij Quatre-Bras. De volgende dag logeerde Napoleons broer Jérôme Bonaparte in de herberg terwijl Napoleon zelf in de Ferme du Caillou verbleef. Op 18 juni installeerde maarschalk Blücher er zijn hoofdkwartier. Diezelfde dag raakte de Franse generaal Guillaume Philibert Duhesme gewond tijdens de gevechten bij Plancenoit. Twee dagen na de slag bij Waterloo stierf Duhesme in de Auberge du Roy d'Espagne op 20 juni. Een gevelplaat herinnert aan zijn dood.

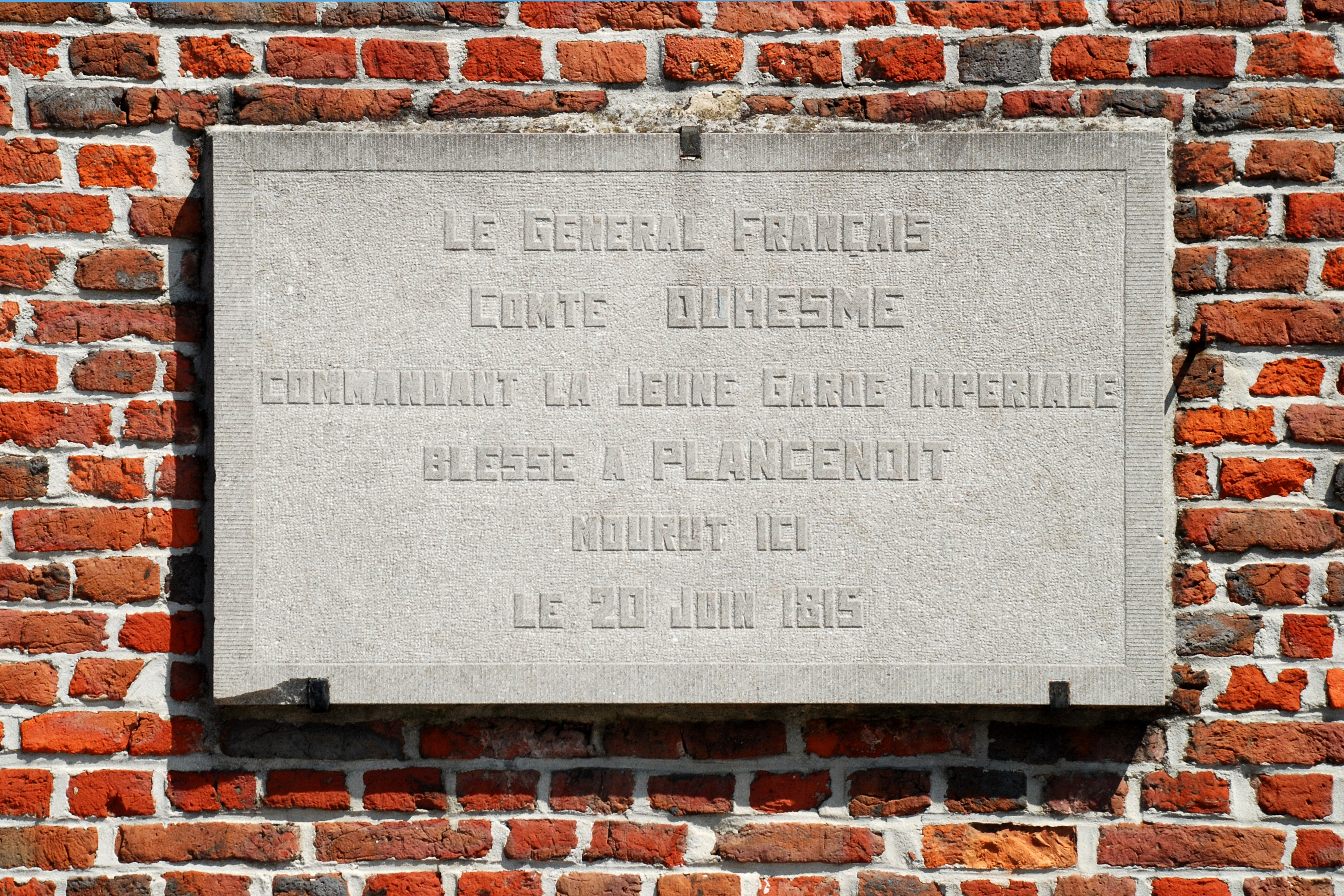
De plaquette die herinnert aan de dood van generaal Duhesme

Ter gelegenheid van de 175ste verjaardag van de slag bij Waterloo op 15 juni 1990 bezocht graaf Alexandre Walewski, nazaat van een biologische zoon van Napoleon, Alexandre Colonna Walewski, de herberg en ondertekende hij het gastenboek. In juni 2015 bezocht graaf Lukas Blücher, nazaat van maarschalk Blücher, de herberg ter gelegenheid van de 200ste verjaardag van de slag.

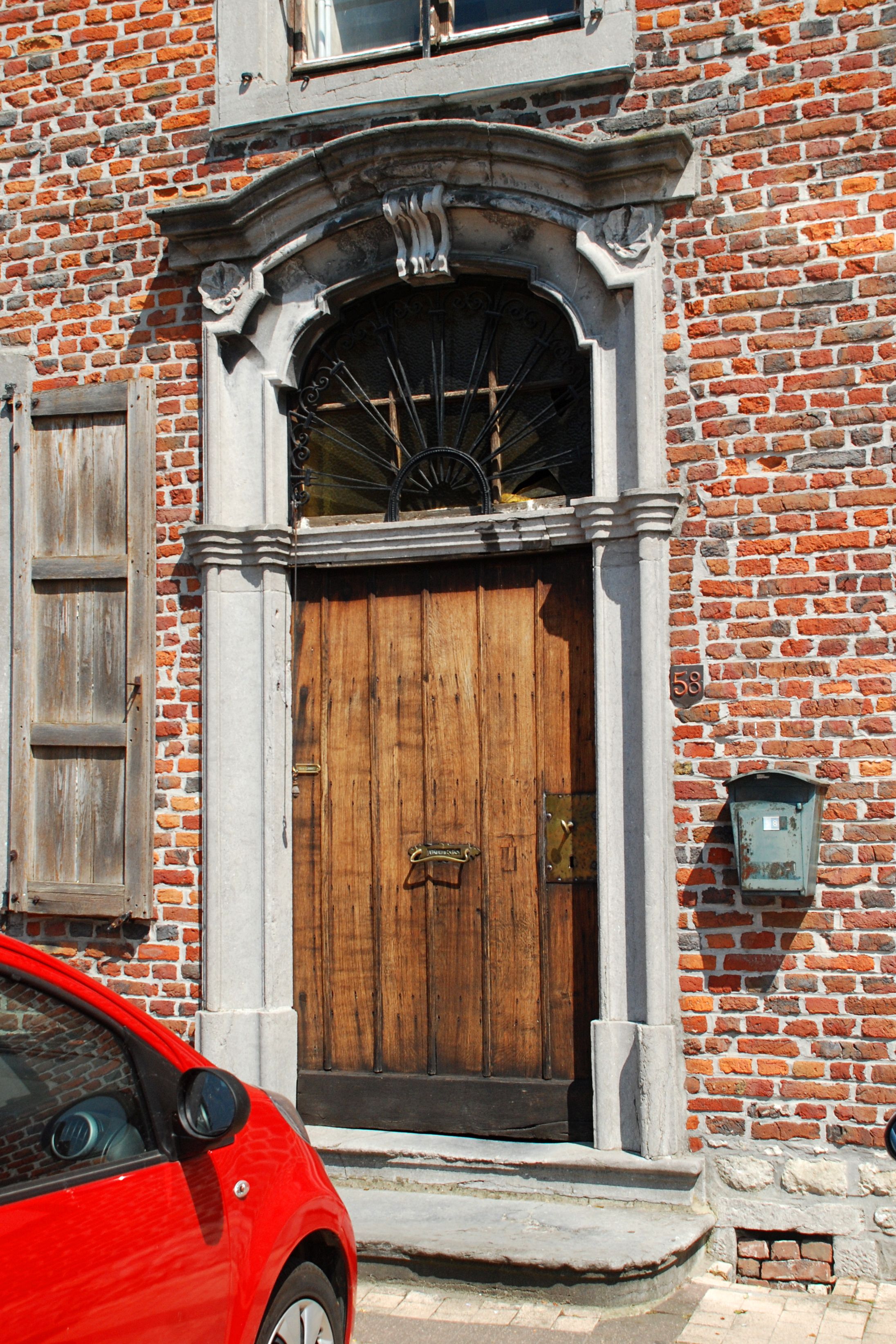
Voordeur in Lodewijk XV-stijl uit 1760
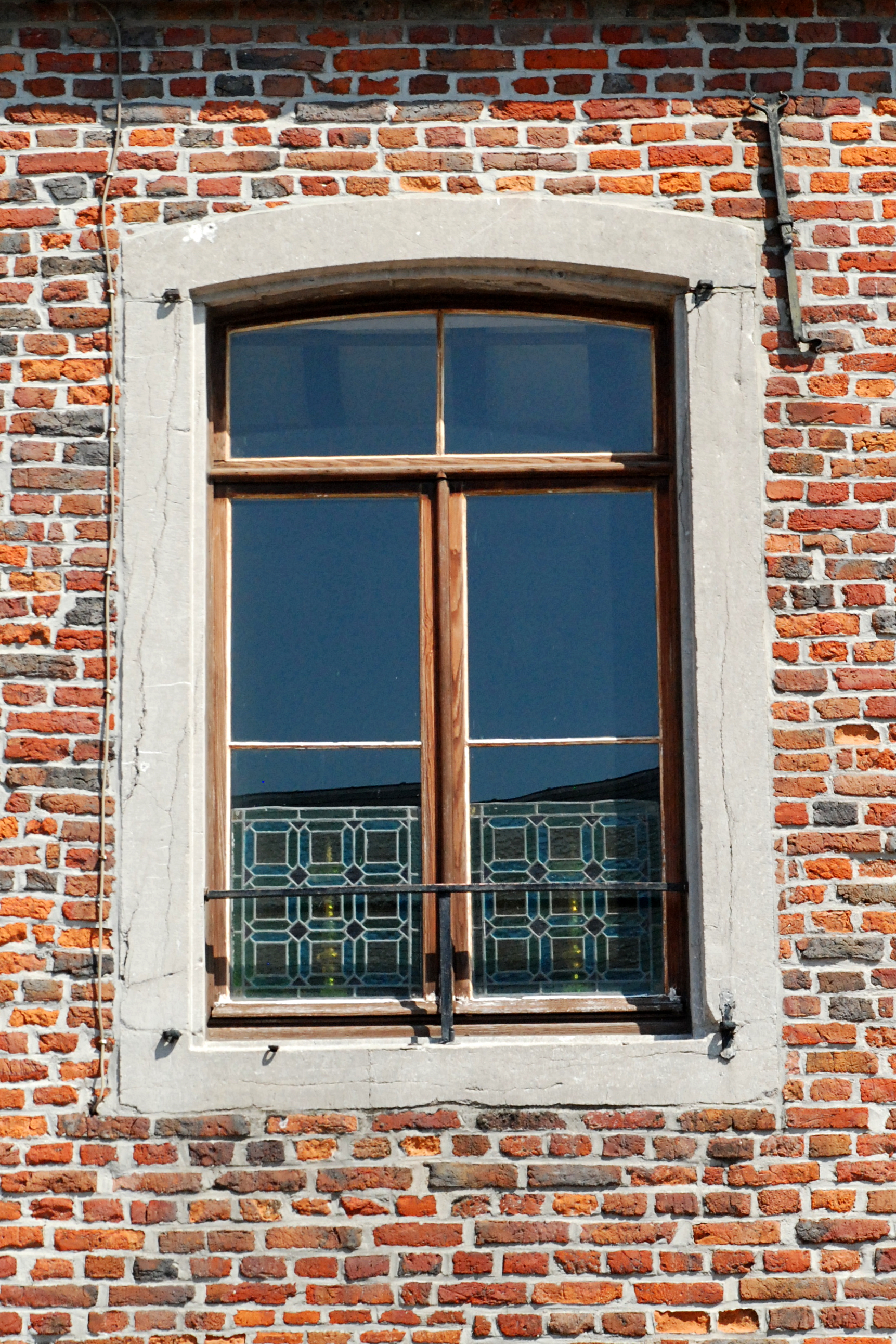
Raam op de bovenverdieping
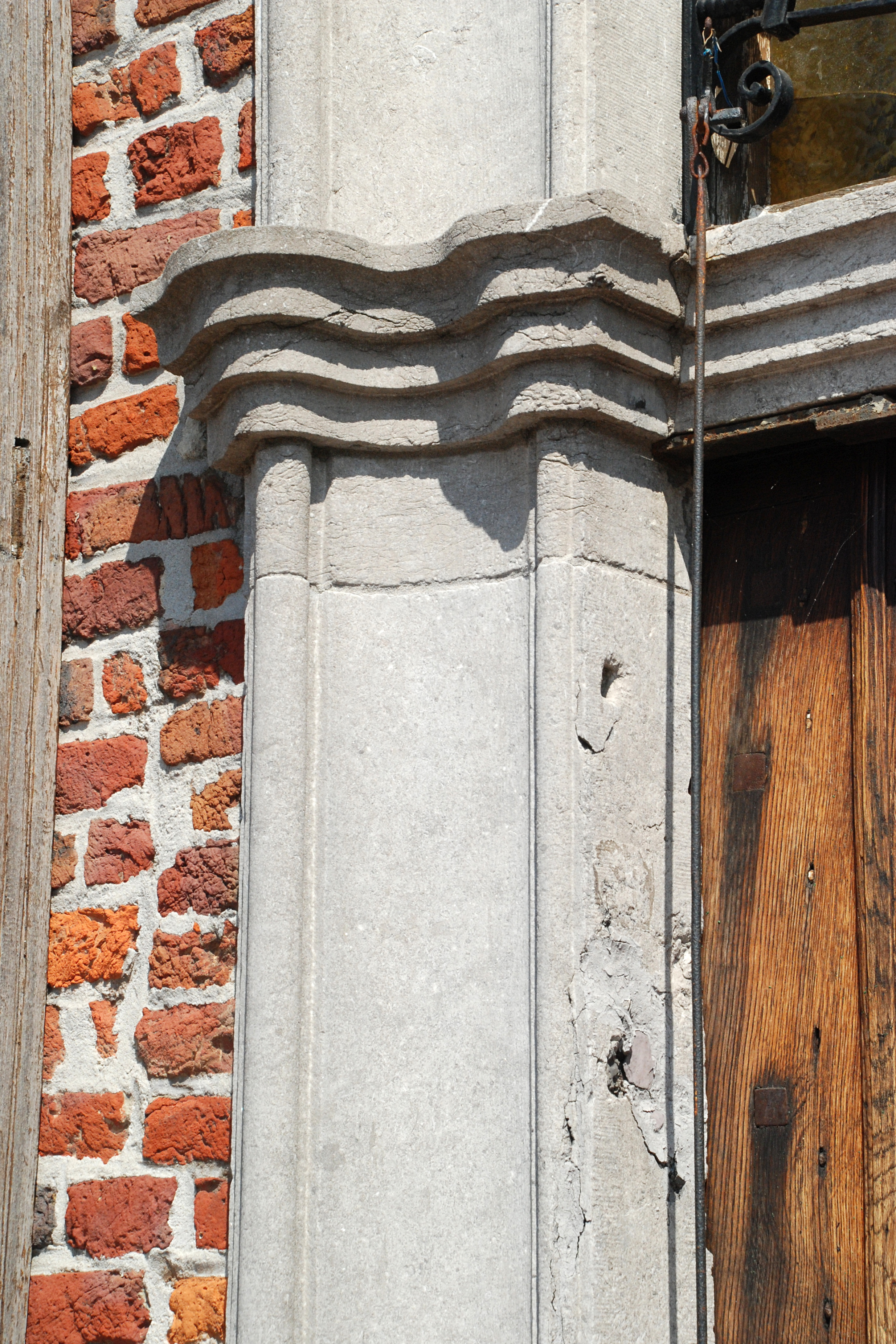
Detail van de deur